# Den sista människan (roman)
Den sista människan är en apokalyptisk science fiction-roman av Mary Shelley, som publicerades första gången 1826. Den beskriver en framtid där världen drabbats av ett pestutbrott. Den innehåller bland annat halvbiografiska porträtt av personer som Percy Bysshe Shelley och Lord Byron.